# Dan Bailey
Dan Bailey (Oklahoma City, 26 gennaio 1988) è un giocatore di football americano statunitense che milita nel ruolo di placekicker per i Minnesota VIkings della National Football League (NFL).

## Carriera professionistica

### Dallas Cowboys
Al college, Bailey giocò a football all'Università dell'Oklahoma. Dopo non essere stato scelto nel corso del Draft 2011, firmò in qualità di free agent coi Dallas Cowboys il 25 luglio 2011. Nella vittoria della settimana 3 contro i Washington Redskins per 18–16 pareggiò il record NFL per un rookie segnando sei field goal, tutti i 18 punti che Dallas segnò nella partita.
Il 23 gennaio 2014, Bailey e i Cowboys si accordarono per un nuovo contratto di sette anni del valore di 22,5 milioni di dollari, inclusi 4 milioni di bonus alla firma. Alla fine della stagione 2015 fu convocato per il primo Pro Bowl in carriera ed inserito nel Second-team All-Pro.

### Minnesota Vikings
Il 17 settembre 2018 Bailey firmò con Minnesota Vikings per rimpiazzare il rookie Daniel Carlson, licenziato dopo aver sbagliato tre field goal durante il secondo turno stagionale contro i Green Bay Packers.

## Palmarès
- Convocazioni al Pro Bowl: 1

2015
- Second-team All-Pro: 1

2015
- PFWA All-Rookie Team - 2011

## Statistiche
| Field goal provati   | 211 |
| Field goal segnati   | 186 |
| Field goal più lungo | 56  |

Statistiche aggiornate alla settimana 16 della stagione 2015